# CAPTA
CAPTA es el nombre de una serie de cámaras y otros materiales fotográficos que fueron diseñados y fabricados en España durante el periodo 1944-1965, primeramente por el fotógrafo pictorialista valenciano Julio Matutano Benedito, quien registró la marca en 1944, y posteriormente, a su muerte, por sus dos hijos Julio y Vicente Matutano, que crearon la empresa Industrias Matutano S. L., con sede en Valencia.

## Antecedentes
Julio Matutano diseñó una primera cámara fotográfica en 1935, patentada con el nombre NERVA, de aluminio estampado y óptica alemana Rodenstock de 50 mm., que utilizaba película en rollos 127 y formato 3 x 4. La firma barcelonesa Gaspar Mampel la comercializó en exclusiva. Fue la primera cámara de precio popular, 13 pesetas, fabricada en España.
En 1942 diseñó y patentó la cámara PERFECTA, en madera y óptica S.A.C.O (Sociedad Anónima de Cristales Ópticos) de Barcelona, filial del grupo Indo,  para película 127 en formato 4 x 6,5, y llevaba un visor econométrico plegable. Fue un encargo del comerciante valenciano Mariano Roig Gior.

## Primera época

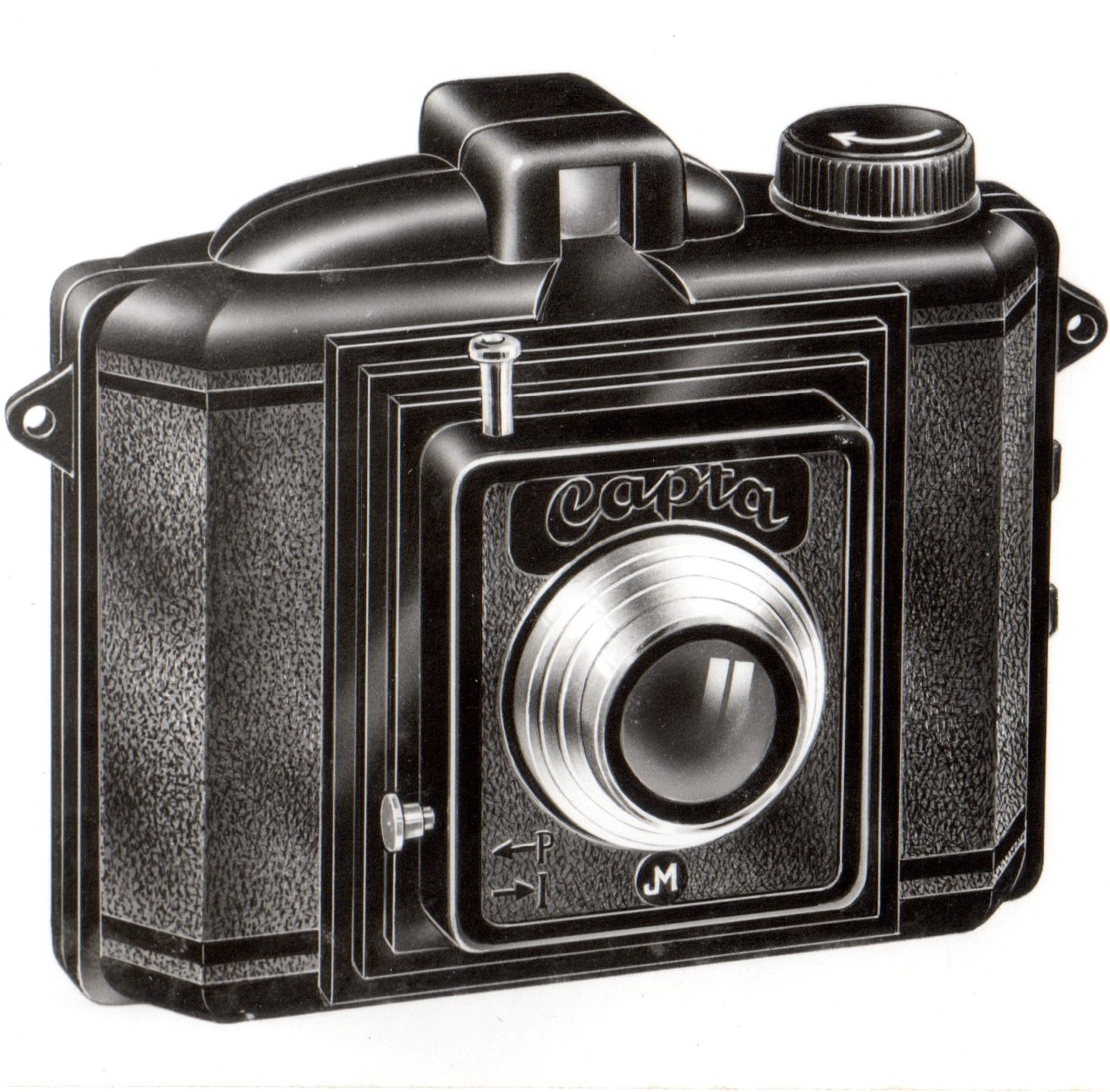
Cámara CAPTA I, fabricada en 1944.

En 1944 Julio Matutano registró la marca CAPTA para distinguir sus cámaras y otros materiales fotográficos, y diseñó la CAPTA I, con el cuerpo de baquelita fabricado por Industrias Sintéticas Abril, de Barcelona. La óptica era S.A.C.O., para película 120 en formato 4 x 6,5. Llevaba el visor óptico en torreta superior y mostraba las iniciales JM de su nombre y apellido. También fue comercializada por Gaspar Mampel, y su precio era de 101 pesetas.
En el mismo año diseñó y fabricó la CAPTA BABY, cámara destinada a un público juvenil. Era también de baquelita, más pequeña, con placa metálica en el frontal y llevaba el mismo objetivo que la CAPTA I, para película 127 y formato 4 x 6,5. Comercializada por Gaspar Mampel.
En 1947 diseñó la CAPTAFLEX, cámara réflex para imágenes de 52 x 55 mm. El cuerpo era de baquelita y el objetivo Juviart f: 8,5/90 mm (S.A.C.O.) con foco variable de 1,5 a infinito. El enfoque era de rosca helicoidal. Utilizaba película 120 y formato 6 x 6. 

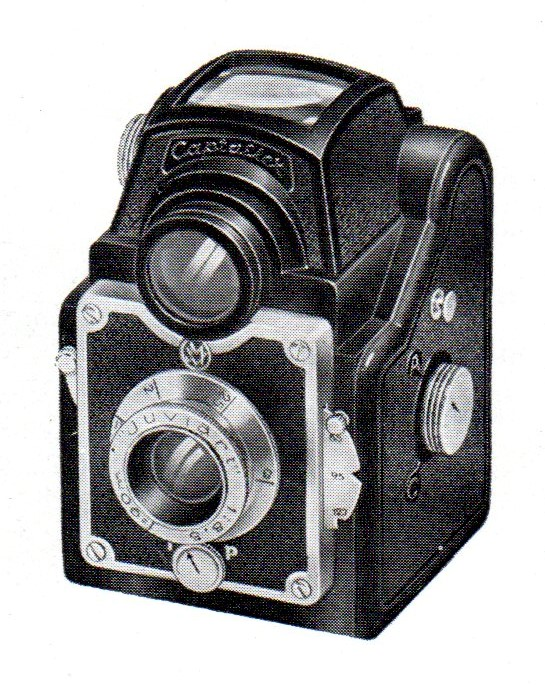
Cámara CAPTAFLEX, fabricada en 1948.

Pero, antes de verla en el mercado, Julio Matutano fallece en ese mismo año de 1947, y son sus hijos Julio y Vicente Matutano Latre los que se hacen cargo de la empresa, en la que llevaban trabajando con su padre desde los 13 y 12 años respectivamente, compaginando este trabajo con sus estudios, primero en la Escuela de Artes y Oficios, y después en la Escuela Superior de Bellas Artes, obteniendo los títulos de profesor de dibujo, Julio en la especialidad de Pintura, y Vicente en la de Escultura. La empresa pasó a llamarse Industrias Matutano S.L., situada en la calle Salamanca 64 de Valencia. A partir de entonces, el anagrama de las cámaras pasó a ser JVM (Julio y Vicente Matutano). Finalmente, la CAPTAFLEX salió al mercado en 1948, al precio de 375 pesetas.

## Segunda época
Los hermanos Matutano continúan la labor de su padre. En 1952 el éxito de las cámaras era tal que la producción había superado las 100.000 unidades. Por este motivo se decidieron a convocar, en junio de ese año, el “Primer Gran Concurso Nacional de Fotografía con cámaras CAPTA y CAPTAFLEX para aficionados”, dotado con 5.000 pesetas de premios en metálico. El jurado estaba compuesto por destacados miembros del FOTO CLUB VALENCIA y las fotografías premiadas se expusieron en Valencia, Barcelona y Madrid.
Los diseños de los hermanos Matutano fueron:
En 1952:
- La cámara CAPTA II, con cuerpo de baquelita fabricado por Industrias Sintéticas Abril, y óptica S.A.C.O. tratado con antirreflejante azul. El foco es variable de 1,5 m a infinito. Llevaba como accesorio una lente de aproximación de 1 m con montura de bronce. La comercialización seguía siendo de Gaspar Mampel, y se vendía por 246 pesetas, más 24 pesetas la lente de aproximación.  A partir de 1955 la fabricación de la cámara fue hecha enteramente por Industrias Matutano.

En 1953:

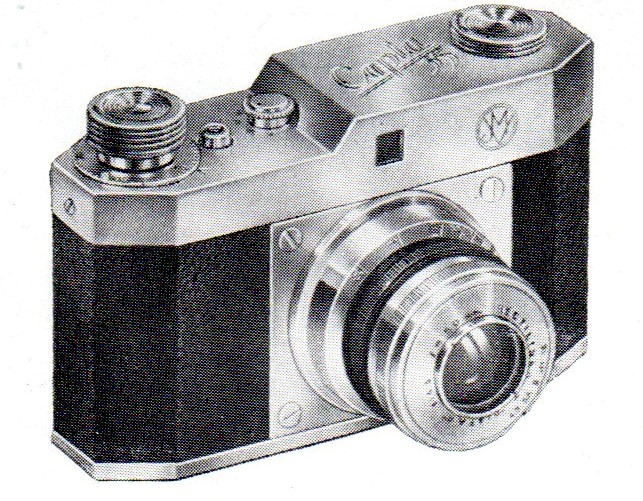
Cámara CAPTA 35, fabricada 1953.

- La cámara CAPTA 35 , de 35 mm, en formato 24 x 24. El cuerpo es en aleación de aluminio inyectado, fabricado por Aluminio Dalia (Barcelona). El objetivo es rectilíneo DIAFAR 1 x 4,5  de óptica S.A.C.O. azul, con obturador de tres velocidades  y el enfoque es helicoidal desde 0,5 m a infinito. Esta es una cámara de mayor calidad, y fue utilizado por la empresa Certex para hacer pruebas comparativas con sus cámaras Werlisa. La venta seguía siendo a través de Gaspar Mampel.

En 1955:
- El tomavistas-proyector CAPTA-MOVI, que permitía, mediante una serie de pasos descritos en las instrucciones de uso, la conversión de una a otra función. El cuerpo es de baquelita, fabricado por las propias Industrias Matutano, haciendo allí los moldes y prensando las piezas. Esto será ya así para todos los modelos posteriores. La óptica es S.A.C.O. y la película de 9 mm. La exclusiva de la venta es, a partir de ahora, de Gaspar Mampel hijo.

En 1956:
- La cuba de revelado UNIVERSALTANK, de baquelita, que permitía el revelado de los principales formatos de película, 24 x 36 mm, 4 x 6,5 y 6 x 9. Su diseño permitía introducir con extrema facilidad la película hasta el fin en la oscuridad, ya que las espirales eran giratorias sobre su eje, y con un movimiento de vaivén de éstas, se iba introduciendo la película sin atascos. Comercializada por LAIK.

En 1958:
- La cámara CAPTA URANA, con cuerpo de baquelita y objetivo WILL-WETZLAR acromático, F:6,3/50 mm y foco variable de 1,5 m a infinito. Utiliza rollo de 35 mm en formato 24 x 36. Lleva zapata y enchufe para sincronización de flash.

En 1959:
- La cámara CAPTA LUX, de baquelita y óptica S.A.C.O., para rollos de 120 en formato 4 x 6,5 cm.
- La cámara SUPER CAPTA, con características similares a la anterior.
- El proyector de cine CINEVID, de madera y metal, con óptica OPTICAL, para película de 9 mm.

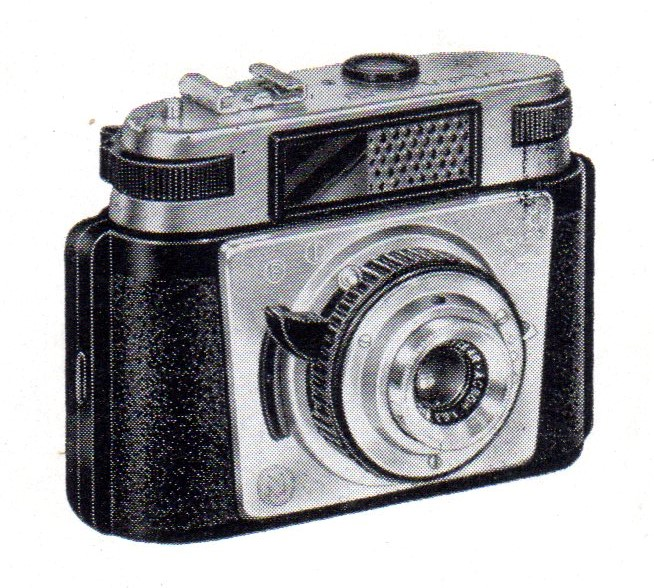
Cámara CAPTA URANA M3, fabricada en 1959

- La cámara URANA M3, con cuerpo de baquelita y metal y óptica CAVEX, para película de 35 mm en formato 24 x 36. Lleva zapata para flash. También construyen una máquina para rebajar la piel destinada a la confección del estuche de la URANA M3.

A partir de este momento cesa la colaboración con Gaspar Mampel y la venta de los productos se realiza directamente por la propia empresa, Industrias Matutano.
- También en 1959, la ampliadora OMICRON destinada al aficionado, realizada en aleación de aluminio fundido, con óptica CAVEX, objetivo acromático 1:6,3, y película de 35 mm, que permitía ampliaciones desde el tamaño 6 x 9 hasta el 10 x 15, con posibilidad de añadir complementos para ampliaciones de 13 x 18 y 18 x 28.

En 1960:
- El microscopio de uso escolar OMICRON, en aleación de aluminio fundido y óptica CAVEX, para ampliaciones entre 75 x y 175 x y enfoque por helicoidal.

En 1963:
- La cámara FIXETA, de baquelita y óptica S.A.C.O., para rollo de 120  en formato 4 x 6,5. El visor era óptico de tipo galileo y el objetivo de foco fijo desde 3 m a infinito. Lleva enchufe para flash. De este modelo se exportaron 5.000 unidades a Colombia.

En 1964 exponen en la Feria del Juguete de Valencia, y diseñan:
- El marginador OMICRON de metal, para tamaños 7 x 10, 9 x 14 postal y 10 x 15 postal.
- La cámara YAMIRA, con cuerpo de baquelita y plástico y óptica Lenfix de CAVEX, para película 127 en formato 4 x 6.
- El flash OMICRON, de baquelita y metal, y alojamiento para dos pilas de 1,5 V.
- La cámara LENFIX, también de baquelita y metal, con óptica CAVEX, objetivo de foco fijo desde 3 m a infinito,  para película de 35 mm en formato 24 x 36.

En 1965:
- La cámara CONCISA, con cuerpo de plástico inyectado fabricado por Industrias Quiel de Valencia, con óptica CAVEX, objetivo acromático 1:6,3-F. 50 mm, enfoque de 1,5 m a infinito, para película de 35 mm.

En 1966, por los graves problemas económicos derivados de la fuerte competencia extranjera, se disuelve la empresa.